# Strotzbüsch
Strotzbüsch là một đô thị thuộc huyện Vulkaneifel, trong bang Rhineland-Palatinate, phía tây nước Đức. Đô thị này có diện tích 6,45 km², dân số thời điểm ngày 31 tháng 12 năm 2006 là 442 người.